# Espineta cua-rogenca
L'espineta cua-rogenca (Hylacola pyrrhopygia) és un ocell de la família dels acantízids (Acanthizidae).

## Hàbitat i distribució
Habita zones de matolls des de l'extrem sud-est de Queensland, cap al sud, a través de l'est de Nova Gal·les del Sud fins al sud de Victòria i sud-est d'Austràlia Meridional.